# Pistoia
Pistoia – miasto i gmina we Włoszech, w regionie Toskanii, w prowincji Pistoia.
Według danych na rok 2004 gminę zamieszkiwało 92 276 osób, 391 os./km².
W mieście jest stacja kolejowa Pistoia.

## Historia
- założona w czasach starożytnego Rzymu;
- XII wiek – uzyskała prawa „wolnego miasta”, który rozpoczął okres rozkwitu miasta;
- XVI wiek – została wcielona do Wielkiego Księstwa Toskanii;
- 1859 – została włączona do Królestwa Włoch.

W miejscowości urodził się Giulio Rospigliosi, późniejszy papież Klemens IX.

## Zabytki
- Katedra św. Zenona, odbudowana w okresie od XII do XIII wieku po zniszczeniu przez pożar w 1108 roku. W późniejszych wiekach wielokrotnie przebudowywana – ostatni raz w XVII wieku. Fasada katedry reprezentuje połączenie stylu romańskiego z renesansem florenckim. Wnętrze w stylu romańskim z barokowym prezbiterium. Najcenniejszym zabytkiem jest srebrny ołtarz św. Jakuba, na którego składa się 628 figur. Przednia część ołtarza przedstawia 12 epizodów z życia Chrystusa i 3 epizody z życia św. Jakuba;
- ośmioboczne baptysterium z 1359 roku zbudowane naprzeciw katedry;
- kaplica Capella del Tau z freskami przedstawiającymi biblijne Stworzenie Świata i sceny z życia św. Antoniego Opata;
- XII-wieczny kościół Św. Jana poza miastem (wł. San Giovanni Fuorcivitas) z charakterystyczną pasiastą elewacją[1]. Nad portalem wejściowym znajduje się płaskorzeźba przedstawiająca Ostatnią Wieczerzę. Wewnątrz znajduje się wykonana przez Giovanniego Pisano marmurowa kropielnica, pokryta płaskorzeźbami przedstawiającymi personifikację Cnót oraz misternie rzeźbiona ambona wykonana przez Guglielma da Pisa z 1270;
- kościół 'Sant’Andrea z amboną autorstwa Giovanniego Pisano, który wykonał również ambonę w katedrze w Pizie. Został wybudowany w VIII wieku, a przebudowany w XII wieku;
- szpital i sierociniec Ospedale del Ceppo założony w 1277 roku z fasadą ozdobioną terakotowymi XVI-wiecznymi płaskorzeźbami autorstwa Giovanniego della Robbii przedstawiającymi siedem uczynków miłosierdzia[1].
- Palazzo dei Vescovi, pałac z XI wieku. Wewnątrz znajduje się muzeum eksponujące zabytki etruskie, rzymskie i lombardzkie znalezione podczas odbudowy pałacu. Godna uwagi jest również XIII-wieczna zakrystia oraz zdobiona freskami kaplica San Niccolò.

## Miasta partnerskie
- Pau
- Kruševac
- Żytawa